# Simone Pavan
Simone Pavan (né le 29 avril 1974 à Latisana, dans la province d'Udine, en Frioul-Vénétie Julienne) est un footballeur italien devenu entraîneur. Il jouait au poste de défenseur central.